# Джайн, Дипак
Дипак К. Джайн (англ. Dipak C. Jain; ассам. দীপক চন্দ্ৰ জৈন; род. 9 июня 1957 года, Тезпур, Ассам, Индия) — таиландский экономист, директор и профессор маркетинга Института делового администрирования Сасин университета Чулалонгкорн.

## Биография
Дипак родился 9 июня 1957 года в маленьком городке Тезпур, провинции Ассам, Индия, там же окончил среднюю школу Растрабхаса Хинди.
Джайн в 1976 году получил степень бакалавра наук с отличием по статистике в колледже Дарранг (Тезпур) при Университете Гувахати, а в 1978 году степень магистра наук по статистике в Университете Гувахати. Затем в 1982 году получил диплом по менеджменту в Стокгольмской школе экономики. После Джайн отправился в США и в 1986 году был удостоен степени магистра наук, а в 1987 году был удостоен степени доктора философии по маркетингу в Университете штата Техас в Далласе.
Джайн преподавательскую деятельность начал в качестве лектора по математике в колледже Нагаон в 1979—1980 годах, лектором делового администрирования в Университете Гувахати в 1980—1983 годах. Затем в США был помощником преподавателя в Университете штата Техас в Далласе в 1983—1986 годах, ассистентом профессора по маркетингу в 1986—1990 годах, ассоциированным профессором по маркетингу в 1990—1993 годах, полным профессором по маркетингу в 1993—1994 годах, профессором кафедры Санди и Мортона Голдмана в 1994—2001 годах в Школе менеджмента Келлога при Северо-Западном университете. Был помощником декана по академическим делам в 1996—2000 годах, деканом с 2001—2009 годах в Школе менеджмента Келлога при Северо-Западном университете. Был профессором маркетинга и деканом INSEAD в 2011—2013 годах.
В настоящий момент является директором (деканом) Института делового администрирования Сасин университета Чулалонгкорн с 2014 года.
Джайн был приглашённым профессором по маркетингу в Институте развития менеджмента в 1991—1992 годах и в Голландской школе бизнеса Университета Нинроде в 1995—2000 годах, в Школе менеджмента Отто Байсхайма в 1997—2000 годах, в Гонконгском университете науки и технологии в 1997 году, в Высшей школе делового администрирования Тель-Авивского университета в 1997 году, в Индийской школе бизнеса в 2001 году, почётный приглашённый профессор факультета изучения менеджмента в Индийском технологическом институте в Дели в 1998 году.
Джайн был помощником редактора журналов в 1990—1995 годах и редактором с 1995 года Management Science, помощником редактора и Journal of Business & Economic Statistics в 1991—1996 годах, членом редколлегии журнала Journal of Marketing в 1991—1999 годах и Journal of Marketing Research в 1991—2004 годах, зональный редактором Marketing Science в 1994—1996 годах, членом общества Бета Гамма Сигма в 1991 году.
Семья
Джайн женился в 1989 году и имеет трёх детей Калаш, Мускан и Дхвани.

## Награды
Джайн за свои достижения был неоднократно награждён:
- 1976 — премия Джавахарлала Неру от правительства Индии;
- 1976 — премия за заслуги молодого учёного от Ротари Интернешнл;
- 1976 — золотая медаль от Международной молодёжной палаты (JCI);
- 1976 — золотая медаль лучшему выпускнику колледжа Дарранг (Тезпур);
- 1978 — золотая медаль лучшему выпускнику Университета Гувахати;
- 1982 — премия выдающемуся преподавателю от правительства провинции Ассам, Индия;
- 1987 — исследовательский грант Беатриса от Северо-Западного университета;
- 1989, 1990 — исследовательский грант Крафта от Северо-Западного университета;
- 1991 — награда Д. Д. С. Литла за лучшую работу;
- 1995 — награда Сидни Леви за отличное преподавание от Северо-Западного университета;
- 1996, 1997 — лучший приглашённый профессор года Университета Нинроде;
- 2000 — выдающийся профессор года Университета Нинроде;
- 2000 — лучший профессор года Школы менеджмента Отто Байсхайма[англ.];
- 2002 — выдающийся профессор года Школы менеджмента Келлога[англ.].